# Masato Fue
Pour les articles homonymes, voir Fue.
Masato Fue (笛 真人, Fue Masato) est un footballeur japonais né le 22 février 1973 dans la préfecture de Kagoshima au Japon.